# 澳氹東線
輕軌東線（葡萄牙語：Linha Leste）是澳門輕軌一條興建中的路線，於2020年由行政長官賀一誠發表的澳門特別行政區政府2020年財政年度施政報告中正式提出，路線以地下方式興建，由澳門半島關閘廣場附近開始，進入新城A區，並通過新建的輕軌專用海底隧道前往氹仔島的新城E1區後由地下轉為高架，以氹仔碼頭站作終點站與氹仔線換乘。

## 歷史

### 規劃過程

#### 《新城總體規劃》時期
2011年底，澳門政府正進行《新城總體規劃》研究，當中新城A區已有興建輕軌交通之規劃。在第二階段的公眾諮詢文本出提出兩個興建方案：草案一在新城A區設有3站，北端預留經漁翁街延伸至澳門半島；草案二則設有4站，北端預留經東方明珠延伸至澳門半島。兩草案均採地下走線，在新城A區的中軸線上，設有車廠一座，以及南端經第四通道連接至氹仔線。在第三階段公眾諮詢時則採用草案二的設計。

#### 正式提出計劃
2018年1月5日，運建辦提出全新輕軌路線（東線），由關閘經新城A區到達氹仔北安碼頭，並於短期內展開研究，澳門半島線則仍未有動工時間表。
2019年8月25日，澳門特首候任人賀一誠在候任人記者會研究興建澳氹東線計劃。
2020年4月20日，行政長官賀一誠發表澳門特別行政區政府2020年財政年度施政報告，提出於澳門半島與氹仔島之間的新城區之間興建輕軌東線。
2020年5月，運輸工務司司長羅立文在運輸工務司範疇施政辯論大會中指出，澳氹東線於9月至10月連同《澳門特別行政區城市總體規劃 (2020-2040)》草案進行公開咨詢。

#### 公開咨詢與意見收集
2020年9月3日，澳門特別行政區政府公佈輕軌澳氹東線走線方案。並進行為期60日的公開咨詢至2020年11月2日。
2020年11月16日，行政長官賀一誠發表澳門特別行政區政府2021年財政年度施政報告，公佈輕軌東線於2021年下半年公佈正式走線方案。
2021年4月30日，政府進行公開諮詢總結，指出社會普遍認同建設，而最多人關注的是「車站設計」和「走線方案」兩大議題。 同時有意見關注可否與珠海高鐵站相連，在「車站設計」方面建議輕軌公司注重車站商業化元素，並無縫連接珠海高鐵站，同時建議將東線設支線延伸到港珠澳大橋澳門邊檢大樓，主線設計延伸到筷子基並於青茂口岸設站點連接廣珠城際鐵路。至於「走線方式」方面，大多數人偏向東線主高架橋方式興建，當局將對高架橋和隧道方式興建作出比較。「線路接駁」全數意見關注東線能否與其他輕軌線作接駁。

#### 公開咨詢與意見收集後續
2021年8月2日，羅立文立法會全體議員口頭質詢會議上指港鐵完約後部分由輕軌公司營運，又透露未來東線A區會增加商業元素，將建造地下街。
2021年12月3日，運輸工務司司長羅立文出席立法會運輸工務領域2022年財政年度施政方針辯論引介中提到“輕軌東線設計及建造工程”將會在2022年初招標。
2021年12月20日，運輸工務司司長羅立文出席完慶祝澳門回歸酒會後回答記者提問時表示，輕軌東線已於9月初完成初步設計，通過後才將行招標，中標者將負責詳細設計和開展工程，至於造價預算仍需待判標方能確定。又指輕軌東線工程造價會較氹仔線昂貴，因工程特別，即使已參考鄰近地區的相關工程，但各有差異，難以估算，造價預算仍需有待判標，目前不知造價會否過百億。

### 前期工作

#### 正式設計
2022年5月17日，運輸工工務司司長羅立文出席完世界電信和信息社會日活動後接受本地傳媒訪問，關於澳氹東線招標問題，羅立文表示將於本年內啟動。
2022年5月23日，交通事務局局長林衍新公佈《澳門陸路整體交通運輸規劃（2021-2030）》，當局爭取於2028年完成輕軌東線建設工程。
2022年8月11日，廣州地鐵監理投得公共建設局頒發的《澳門輕軌東線設計連建造工程-項目管理及技術援助服務項目判給公函》，標誌著廣州地鐵監理成功中標該項目，中標金額為澳門元3.388866億元。此次項目中，包括本線設計連建造工程北段、南段及行車系統設計連建造工程。廣州地鐵監理負責提供全過程管理及技術援助服務，具體包括項目設計、實施階段的工程項目管理，項目實施過程中協同工程監理並提供項目總體策劃、技術援助及行政監察管理等工作。
2022年9月30日，公共建設局局長林煒浩表示，東線初步設計已基本完成，按照目標在同年進行招標，但造價要在招標時才公佈，稍後亦將向立法會介紹東線涉及內陸灘塗地的新方案。
2022年10月18日，政府跨部門代表列席立法會介紹東區-2詳細規劃草案和輕軌東線工程，其中在東線項目介紹中預計2022年第四季招標，預計2028年完工。

#### 招標與開標
2022年10月26日，公共建設局批示，本線南段及北段設計連建造工程分別公開招標。南段工程長4.8公里，北段工程長2.9公里，分別各建造 3個地下車站及連接隧道，包括南段的一段跨海隧道，北段工程則包含灘塗整治，最長總工期均為 1,500工作天。
2023年2月14日，本線北段設計連建造工程進行公開開標，共收到六份標書全部被接納，工程造價介乎44億7千3百萬至51億3千6百多萬澳門元。項目爭取於2023年下半年動工，工程包括灘塗整治，因涉及重型機械及車輛，當局料對周邊環境有輕微影響。北段工程長約2.9公里，主要建造三個地下車站（ES1站、ES2站及ES3站）、三段盾構隧道（ES1至ES2區間、ES2至ES3區間及ES3至ES4區間）以及灘塗整治。雙孔盾構隧道擬採用7米直徑小盾構施工，最長總設計連施工期為1,500工作天，即2028年完成；為加強管理進度，共設17個工程節點。
2023年2月16日，本線南段的設計連建造工程進行公開開標，公共建設局共收到4份標書。項目共設18個工程節點，最長總設計連施工期1,500個工作天，將與北段同時施工；而這次招標屬於土建工程及附屬基建設施，預料同年內招標的行車系統工程則不會分開南北段招標。南段的施工重點在於12.1米的大盾構跨海隧道，由於要避開A區及E區海堤，隧道深度最深至40米，其他車站亦為地下車站，位置亦較深，平均深度為20多米，而車站出入口本身已按200年一遇的防洪標準設計，並加建防護閘防止海水倒灌入車站，A區本身地面及海堤都較高，相信不會有水浸問題。經開標程序後，全部標書被接納。工程造價介乎澳門幣46億1千8百多萬至澳門幣48億8百萬，總工期（設計連施工）全部為1350工作天。
2023年4月下旬，公共建設局網站公佈招標結果，其中北段建造工程承建商由中國土木工程(澳門)有限公司-南光置業有限公司-中鐵十六局集團有限公司澳門代表處合作經營投得，南段建造工程由：中國建築工程(香港)有限公司澳門分公司／中國建築工程(澳門)有限公司／上海隧道工程股份有限公司-澳門分公司 合作經營投得。造價分別為44.73億及48.08億元。

#### 地質勘探及灘塗整治工程
2023年8月，政府部門分階段於勞動節大馬路、勞動節街、黑沙環中街、東方明珠街、友誼橋大馬路及黑沙環公園周邊開展地質勘探工作。
2023年9月28日，公共建設局公布北段設計連建造工程開展灘塗整治區域的施工，對介乎馬場北大馬路與友誼圓形地之間的一段友誼橋大馬路海旁的黑沙環海濱公園設施進行圍封及暫停開放，施工期間仍保留行人路供行人通行。

### 正式動工興建
2023年10月20日，輕軌東線工程舉行動工儀式，標誌著全線興建工程正式展開，其中北段長2.9公里，由中國土木、南光置業、中鐵十六局聯合承建，中鐵建設、鐵四院等單位參建；南段長約4.8公里，由中建港澳、上海隧道工程和上海城市建設設計研究總院合作建設，工程涉及跨海盾構隧道。公共建設局預計，其中南北兩段工程分別需穿越深達40多米的海床、新填海區及灘塗整治區域，地質條件複雜，2個承建商團隊在互相合作下能保障質量、按工期、控制成本地完成工程。
2023年12月29日，全國人大常委會正式通過授權澳門特別行政區對廣東省珠海市拱北口岸東南側相關陸地和海域實施管轄的決定。有關決定通過後，讓東線項目將有條件連通關閘及青茂兩個口岸。項目涉及一塊屬於珠海市行政區域的V形不規則地塊。該地塊總面積3700.178平方米，其中陸地面積1439.130平方米、海域面積2261.048平方米。相關陸地和海域位於澳門特別行政區關閘廣場與馬場北大馬路交界處北側、廣東省珠海市拱北隧道南側、澳門特別行政區關閘澳門邊檢大樓東側、廣東省珠海市與澳門特別行政區海域分界線西側。相關陸地和海域的移交管轄日期以及具體座標和面積，將由國務院確定。在決定規定的期限內不得變更上述區域的用途。
2024年1月8日，運輸工務司司長羅立文在澳門立法會口頭質詢大會上輕軌東線預計 2028年建成，2029年開通使用；而因應全國人大常委會授權澳門特別行政區政府去管轄拱北口岸東南側V形地，因此ES1站的車站位置會盡量接近至關閘口岸，因此在建設過程必定超支和超時，亦會研究於青茂口岸設站。
2024年2月15日，公共建設局宣布，將“輕軌東線之行車系統” 判給三菱重工、得寶、豪進合作經營，判給金額為36.57億元，臨時接收期限為2029年5月31日。
2024年2月19日，特區公報刊登第9/2024號行政長官公告，公佈《全國人民代表大會常務委員會關於授權澳門特別行政區對廣東省珠海市拱北口岸東南側相關陸地和海域實施管轄的決定》。
2024年5月21日，《訂定在廣東省珠海市拱北口岸東南側相關陸地和海域適用澳門特別行政區法律的基本規範》法案獲澳門立法會全體會議細則性表決通過，多位議員關注V地段使用問題，包括要求使用V地段改善關閘一帶交通整治及輕軌延伸至青茂口岸等問題；行政法務司司長張永春回應時重申，V地段只用於輕軌東線的建設，在相關期限不得變更用途。由於輕軌走地底，政府已在一常會明確指出，東線地上不會興建樓宇。開展適當綠化工作並非改變土地用途，形容“唔會下面行輕軌，上面‘沙塵滾滾’”，特區政府會透過與珠海相關方面溝通，又認為有條件考慮作適當的交通道路設施。該地段具體的面積及坐標目前珠澳雙方仍在商討，待完成商討後會上呈中華人民共和國國務院確定，最後透過行政長官批示公布地籍圖劃定的範圍。
2024年5月24日，依照2023年12月29日第十四屆全國人民代表大會常務委員會第七次會議通過的《全國人民代表大會常務委員會關於授權澳門特別行政區對廣東省珠海市拱北口岸東南側相關陸地和海域實施管轄的決定》和有關法律法規，中華人民共和國國務院批覆同意自2024年5月31日零時起，由澳門特區對珠海市拱北口岸東南側相關陸地和海域依照澳門特區法律實施管轄。根據國務院批覆，珠海市拱北口岸東南側相關陸地和海域的總面積為3700.178平方米，包括陸地1439. 130平方米和海域2261. 048平方米。批覆並附有相關區域的坐標。
2024年7月18日至8月9日，輕軌東線北段工程於關閘及馬場一帶進行地質勘探工作。
2024年9月，輕軌東線西延青茂段開展前期研究。
2024年12月，公共建設局公佈輕軌東線總體工程已完成約28%，當中四座分別位於新城A區及氹仔新城E1區的車站正進行開挖，另外兩座位於澳門半島北區的車站開挖工程分別即將動工及進行設計修改，預計2025年首季開展盾構隧道施工，行車系統已基本完成詳細設計，並已採購部分設備。
2025年1月17日，作為南段工程全線中的单孔跨海盾构隧道機“澳氹1號”正式下線，采用直径12.52米大直径盾构建设，整机总长126米，主机长14米，最小转弯半径为450米。同年1月9日，作為北段工程盾構機“濠江先鋒一號”於湖南省長沙市組裝完成，直徑約7.28米，總長約87米；至於原關閘特警隊大樓已開展清拆工程，為配合西延青茂口岸段及ES1站施工，原關閘東側重型客車上落客區將待原特警隊大樓清拆後的地段作臨時上落客區。
2025年3月，ES1站及ES2站出入口建造工程動工。
2025年5月，輕軌東線北段盾構機“濠江先鋒號”由新城A區起始發。

## 路線資料

### 走線
輕軌東線主要形式以地下興建，於關閘邊檢大樓東側設置ES1站（關閘站）作起點，經修改後的設計的ES1站更靠近關閘邊檢大樓一方，並預留向西延伸至青洲站的條件；離開ES1站後，沿東北海岸線向東南方向，位於友誼橋大馬路與馬萬祺博士大馬路交叉口附近設ES2站，即位於東方明珠街對出；其後下穿黑沙環海濱並側穿A1橋向南延伸至新城A區；於新城A區貫穿東城廣場，共設三個車站分別是ES3站（新城A區北）、ES4站（新城A區中）和ES5站（新城A區南）；而ES4站有預留空間設MZ線往返港珠澳大橋澳門邊檢大樓；離開新城A區（東區-2）後，通過長2.7公里的輕軌專用海底隧道到氹仔，並於新城E1區設ES6站後由地底方式轉為高架方式到達氹仔碼頭站連接氹仔線。
工程方面分為北段和南段。北段工程長約2.9公里，其中盾构隧道段长约2.1公里，包含三站三區間，共计6条隧道，主要包括整治灘塗、建造三個地下車站（ES1至ES3站）及三段盾構隧道；該工程三座車站均採用明挖法施工的地下兩層島式月台車站，區間採用雙洞單線盾構施工，共計六條隧道和五條頂管通道，最小水平转弯半径550米，下穿海域483米。南段主要建造三個地下車站、一段明挖隧道（新城A區中南部的ES4至ES5站）、一段全长3012米的單孔跨海盾構隧道（澳門輕軌東線澳氹海底隧道）以及一段明挖隧道連高架橋（新城E區至氹仔碼頭站區間）。

### 行車安排
東線計劃安排與氹仔線直通營運，初步規劃擬每班車以四節車廂行駛，繁忙時段可增至2.5分鐘一班車，每小時客運量為9,600人次。

### 調度區
- ES1站
- ES4站
- 氹仔碼頭站

### 變電站
- 新城A區A7地段變電站[49]

## 車站

### 車站列表
| 車站資訊（待定）                     | 車站資訊（待定） | 車站名稱[1]（待定） | 車站名稱[1]（待定）                 | 車站名稱[1]（待定）           | 所在區域   | 轉乘路線              | 通車日期              | 車站形式 | 車站形式   |
| 色系                                 | 編號             | 中文                | 葡文                                | 英文                          | 所在區域   | 轉乘路線              | 通車日期              | 位置     | 月台       |
| ------------------------------------ | ---------------- | ------------------- | ----------------------------------- | ----------------------------- | ---------- | --------------------- | --------------------- | -------- | ---------- |
| 市民運動公園支線                     |                  |                     |                                     |                               |            |                       |                       |          |            |
|                                      |                  | 市民運動公園        | Jardim Desportivo para os Cidadãos  | Citizens Sports Park          | 花地瑪堂區 |                       | 規劃中                |          |            |
| 西延青洲線                           |                  |                     |                                     |                               |            |                       |                       |          |            |
|                                      | ES0              | 青洲                | Ilha Verde                          | Ilha Verde                    | 花地瑪堂區 | █ 西線                | 規劃中                | 地下     | 側疊式月台 |
| 東線                                 |                  |                     |                                     |                               |            |                       |                       |          |            |
|                                      | ES1              | 關閘                | Portas do Cerco                     | Border Gate                   | 花地瑪堂區 | —                     | 興建中 預計2029年通車 | 地下     | 島式月台   |
|                                      | ES2              | 東方明珠            | Pérola Oriental                     | Pearl of the Orient           | 花地瑪堂區 | —                     | 興建中 預計2029年通車 | 地下     | 島式月台   |
|                                      | ES3              | 新城A區北           | Norte da Zona A dos Novos Aterros   | New Urban Zone Area A North   | 花地瑪堂區 | —                     | 興建中 預計2029年通車 | 地下     | 島式月台   |
|                                      | ES4              | 新城A區中           | Central da Zona A dos Novos Aterros | New Urban Zone Area A Central | 花地瑪堂區 | █ 港珠澳大橋線        | 興建中 預計2029年通車 | 地下     | 島式月台   |
|                                      | ES5              | 新城A區南           | Sul da Zona A dos Novos Aterros     | New Urban Zone Area A South   | 花地瑪堂區 | —                     | 興建中 預計2029年通車 | 地下     | 側式月台   |
|                                      | ES6              | 新城E1區            | Zona E1 dos Novos Aterros           | New Urban Zone Area E1        | 嘉模堂區   | █ 氹仔北線            | 興建中 預計2029年通車 | 地下     | 側式月台   |
|                                      | 23               | 氹仔碼頭            | Terminal Maritimo da Taipa          | Taipa Ferry Terminal          | 嘉模堂區   | █ 氹仔線 （直通運行） | 2019年12月10日        | 架空     | 側式月台   |
| ↓與 █ 氹仔線 直通運行至媽閣          |                  |                     |                                     |                               |            |                       |                       |          |            |
| 註釋                                 |                  |                     |                                     |                               |            |                       |                       |          |            |
| - 1 斜體標示的車站及轉乘路線尚未開通 |                  |                     |                                     |                               |            |                       |                       |          |            |

### 轉乘站
- 青洲站：預留繼續沿西線延伸的條件。
- ES4站：本站預留與港珠澳大橋線轉乘的條件。
- ES6站：屬遠期發展路線的氹仔北線計劃於此站設立轉乘站。
- 氹仔碼頭站：轉乘或直通氹仔線。

### 車站設計
車站設計方面，公共建設局局長林煒浩於2022年10月19日表示，沿線車站內的柱面裝飾將配以澳門碎石街圖案，將澳門當地民俗文化與現代藝術手法在室內設計中結合，充分體現城市的多元和國際化。六個車站將以橙、黃、粉紅、藍、綠和紫色爲主識別，未來開標後將交由中標公司深化設計。車站地面採用防滑人造石，出入口將考量與周邊共融，減少佔用地面面積和避免影響景觀。至於新城A區輕軌站設站方面，運輸工務司司長羅立文指，已由原本四個減至三個，而站點主要在中央綠廊下方。

### 評價
有城市規劃師表示，由於澳門半島線仍未動工，東線將會成爲北區及路氹的大動脈，因此轉車站的設計將會是東線成功與否的關鍵。其中，與港珠澳大橋線轉乘的ES4站，由於東線位於地底而港珠澳大橋線爲高架(現南線)，需要儘量減低高低差以縮短乘客轉乘時間。而ES6站亦應爲未來的氹北線預留轉車空間，例如設計同月台轉乘，以避免如石排灣線與氹仔線之間的不理想的轉乘安排。

## 列車
運輸工務司司長羅立文在2020年初表示，輕軌東線可能不會使用原有的列車系統，可能使用新列車系統行走東線，並且於澳門半島新城填海A區地底預留興建車廠。
2020年9月3日，澳門輕軌股份有限公司公佈方案時表示將會使用原來的三菱重工濱海巡航列車系統來運行東線系統。

## 相關爭議

### 判給項目「暗箱操作」惹立法議員質疑
2022年9月29日，澳門街坊總會副理事長兼澳門立法會直選議員梁鴻細早前提出書面質詢，批評當局以「暗箱操作」頒發《澳門輕軌東線設計連建造工程─項目管理及技術援助服務項目判給公函》給廣州地鐵集團旗下機構廣州地鐵監理，涉及公帑三億多澳門元。公共建設局回應稱，該項目為輕軌東線「項目管理及技術支援服務」，在考慮提供服務的公司「須具備管理軌道交通項目的經驗已按現行法律的規定進行詢價招標程序，待完成相關行政程序後，有關資訊會在部門網站公佈。」又重申澳氹東線工程至今仍未招標，現正按工作計劃推進招標的工作，「質詢內容將工程及服務混為一談，會引起公眾對政府工作的不必要誤會。」

## 相關問題及挑戰

### 東線延青茂下穿歷史建築及現有建築
2022年9月下旬，澳門土木工程實驗室董事會主席區秉光估計，輕軌東線關閘至青茂段，很大機會走“地下”及採用盾構法建造，工程具相當挑戰性，但業界已有經驗及掌握技術，相信不會有太大問題。他表示，東線在建設期間不能破壞重要歷史建築物“關閘拱門”、亦要減低對通關人士的影響，他個人估計東線關閘段很大機會採用盾構法建造，並穿過三不管廣場。但三不管廣場，兩側為出入境口岸，附近有建築物，亦有港珠澳大橋拱北隧道，較為密集，地質亦較複雜，形容工程具相當挑戰性。雖然澳門地質為沙土層，在挖掘及施工方面較複雜，但業界對此已有經驗及掌握技術，相信不會有太大問題。
2024年9月，公共建設局表示，輕軌東線西延段已透過“直接判給”方式開展前期研究，計劃通過盾構隧道方式興建，下穿多座建築包括關閘牌坊、廣場及邊檢大樓、紀念孫中山市政公園、何賢紳士大馬路沿路各類型建築。

### 全地下走線
2022年10月18日立法會介紹會上，立法會直選議員梁孫旭詢問為何東線行走設計採取全線地底方案，而運輸工務司司長羅立文回應時指主要涉及技術問題；公共建設局局長林煒浩補充若走線改為地面，會打破A區整個規劃。若走地面也必須經過海底隧道與氹仔線連接，成本亦較高。

### 營運及預算費用
2022年10月18日，立法會舉行《東區-2詳細規劃草案及輕軌東線》介紹會，輕軌公司執委會主席何蔣祺表示，本線部分資源可與氹仔線共用，但東線在設備維護、零部件的配備和需求、人力資源配置、能源消耗，以至保安清潔服務等方面，需求會較為明顯，總費用方面多於氹仔線。參考對比資料，預估本線的基礎設施維護工作比氹仔線更為複雜、規模和工作量更大，例如總車站面積為氹仔線的約三倍；地底站較高架站需要更多機電設施；海底隧道設備設施配置的維護；而車站的出入口連接通道較多、延伸的範圍較廣。
同場多名澳門立法會議員關注本線估算及營運費用。立法會主席高開賢表示，氹仔線每年營運費約十億元，政府估計未來輕軌東線的營運費約增加1.5倍，即初步推算未來東線的營運費約25億至30億元。若輕軌票價以五元計算，每日約13.7萬乘客，即每年約錄得2.5億元收入，加上廣告、地下商舖的租金等，應該可以初步估算出當中費用。他相信輕軌如司長所言，會是一門蝕本生意，但對社會帶來一定效益，未來A區居民的幸福感亦可能較高。又相信政府對輕軌東線建設已有初步估算，期望政府能披露更多，增加透明度。
關於預算方面問題，運輸工務司司長羅立文指將在2023年第一季尾或第二季頭開標後便有造價公布。他也坦言，世上沒有軌道交通「賺到錢」，都是「蝕做」，又以港鐵為例都是依靠地產營運，當局現正思考為輕軌「補番條數」的方法。並強調，澳門定要發展輕軌，因為泊位不足、道路擠塞等問題，已經不能繼續增加巴士。

### ES1站建設工程將超支
在2022年10月18日的介紹會上，直選議員梁孫旭問及ES1站填海工程的進度及時間表，運輸工務司司長羅立文指，填海工程肯定會出現少量超支和延誤，呼籲社會要有心理準備；又指當局不斷構思在輕軌站內增加商業元素，冀能填補輕軌虧損。據介紹，V形地塊灘塗整治範圍長約 1公里，位於行政界線珠海一側，靠近關閘邊檢大樓東側，日後若獲中央審批利用，將可建造盾構井，令輕軌東線ES1站向西移靠關閘口岸，連接至現時旅遊巴停泊區的行人通道可縮短至120米，輕軌東線亦有條件向西延伸至青洲站。若獲國家批填V形地塊，會探討ES1輕軌車站的出口透過地下行人隧道，穿過關閘地下行車道，接駁至關閘地下巴士總站，步行距離約40多米，屆時更方便居民往返輕軌車站及巴士總站以及轉乘。
2023年11月29日，運輸工務司司長羅立文出席澳門立法會運輸工務範疇施政方針辯論時表示，輕軌延伸至青茂口岸需租用關閘的3,700平方米「三角地塊」，政府正等待批覆，並對於短期內獲得中央政府批准感到樂觀。他重申一旦獲得批准，ES1站將可更近關閘，相關工程可能導致93億元的判給超支及超時。而且，獲得批准之後，一定研究輕軌延伸至青茂口岸的可能。
2024年1月8日，運輸工務司司長羅立文表示，東線南北兩段工程已使用約120億元，由於尚有很多重要工程未判給，因此預算未封頂。
2025年5月22日，澳門立法會公共財政事務跟進委員會留意到輕軌東線預算增加7.3億元，工程完成日期延長至2031年，政府解釋預算增加的原因之一是設計費用的增加。委員會要求政府提交以上兩個項目的補充說明。同年5月24日，公共建設局表示東線土建工程預計2028年第一季完工，土建工程完成後會進行行車系統的安裝及測試，按計劃朝著2029年下半年具備通車條件的目標邁進，總體工程完成程達41%；由於列車系統部分工作會在通車之後繼續執行，故財務上亦需預留至2031年。